# Assassins in the House of God
 (mars 2017).
Si vous disposez d'ouvrages ou d'articles de référence ou si vous connaissez des sites web de qualité traitant du thème abordé ici, merci de compléter l'article en donnant les références utiles à sa vérifiabilité et en les liant à la section « Notes et références ».
Albums de All Out War
Condemned to Suffer
(2003) Into the Killing Fields
(2010)
Assassins in the House of God est le quatrième album du groupe de metalcore américain All Out War, sorti en 2007.

## Liste des titres
| 1.    | Curtain Call for the Crucified    | 4:29 |
| 2.    | Behind the Crescent and the Cross | 2:31 |
| 3.    | Politics of Apathy                | 2:42 |
| 4.    | Assassins in the House of God     | 3:48 |
| 5.    | Into the Arms of Annihilation     | 3:39 |
| 6.    | Glorified in Deceit               | 2:59 |
| 7.    | Drenched in Defeat                | 3:04 |
| 8.    | The Angels of Genocide            | 3:55 |
| 9.    | Beyond Redemption                 | 3:49 |
| 10.   | When Your Gods Have Failed        | 3:36 |
| 11.   | And All Shall Suffer              | 3:30 |
| 38:02 |                                   |      |